# Sarabotys ferriterminalis
Sarabotys ferriterminalis là một loài bướm đêm trong họ Crambidae.